# 서울학동초등학교
서울학동초등학교(서울鶴洞初等學校)는 대한민국 서울특별시 강남구에 있는 공립 초등학교이다.

## 학교 연혁
- 1979년 1월 26일 서울학동국민학교 설립인가
- 1979년 1월 31일 초대 송종호 교장 취임
- 1979년 4월 11일 개교식 거행 (2206명)
- 1981년 2월 14일 제1회 졸업
- 1981년 10월 5일 서울신구국민학교 (124명) 분리
- 1985년 2월 28일 서울삼릉국민학교 (1,070명) 분리
- 1996년 3월 1일 서울학동초등학교로 개칭
- 2006년 10월 체육교구 지원실 및 생활관 개원
- 2007년 4월 강남교육청 영어체험실 개설
- 2010년 9월 도서실 리모델링 및 학동도서관 슬기샘터 개관
- 2012년 12월 학동드림 오케스트라 창립연주회
- 2015년 1월 본관 3층 화장실 현대화 시설 공사
- 2016년 9월 제13대 김정희 교장 부임
- 2017년 2월 제37회 졸업식
- 2017년 8월 학동 드림 오케스트라 '재'창단 연주회
- 2019년 10월 학동 놀이터 완공
- 2021년 2월 병설 유치원 완공

## 참고 자료
- 서울학동초등학교 - 한국교육학술정보원 학교알리미